# Brychius glabratus
Brychius glabratus is een keversoort uit de familie watertreders (Haliplidae). De wetenschappelijke naam van de soort is voor het eerst geldig gepubliceerd in 1835 door Villa & Villa.